# Steve Katz (musicien)
Pour les articles homonymes, voir Steve Katz et Katz.
 (avril 2025).
Steven 'Steve' Katz (né le 9 mai 1945 à Brooklyn, New York) est un guitariste, chanteur et producteur de disques qui est surtout connu comme membre du groupe de rock/jazz Blood, Sweat & Tears. Katz était un membre original des groupes The Blues Project et American Flyer. En tant que producteur, ses crédits incluent l'album de 1979 Short Stories Tall Tales pour le groupe irlandais Horslips, Rock 'n' Roll Animal et Sally Can't Dance de Lou Reed ainsi que Night Lights d' Elliott Murphy. 

## Biographie
La carrière professionnelle de Steve Katz a commencé à la fin des années '50 dans une émission de télévision locale de Schenectady, New York, intitulée Teenage Barn. Accompagné d'un piano, il chantait des tubes du moment tels que "Tammy" et "April Love". À 15 ans, Katz a étudié la guitare avec Dave Van Ronk et le révérend Gary Davis. C'est à cette époque qu'il rencontre et se lie d'amitié avec le guitariste Stefan Grossman. Ils agissaient parfois en tant que gestionnaires de routes pour le révérend Davis et, ce faisant, rencontraient bon nombre des grands hommes de blues "redécouverts" d'une époque antérieure, tels que Son House, Skip James et Mississippi John Hurt.
Faisant partie de la culture alternative de Greenwich Village pendant cette période, Katz, avec Grossman, Maria Muldaur, John Sebastian et David Grisman s'est intéressé à la musique de jug punk - la musique de Cannon's Jug Stompers et The Memphis Jug Band. Eux et d'autres amis ont formé le Even Dozen Jug Band et enregistré un album en 1964 pour Elektra Records. Katz a joué du washboard - planche à laver - dans le groupe.
Après une brève période sabbatique à l'université, Katz, tout en enseignant la guitare à Greenwich Village, a auditionné pour le Quatuor de Danny Kalb en tant que substitut de deux semaines pour Artie Traum. Ce dernier n'étant pas revenu dans le groupe et quand Al Kooper a rejoint, le Blues Project a été formé. Ils travaillaient à New York, et c'était au milieu des années soixante, alors le Blues Project a expérimenté, barboté dans leur propre style et a donné à Katz l'occasion de présenter ses propres chansons. The Blues Project a enregistré trois albums alors qu'ils étaient ensemble dans leur première incarnation. "Steve's Song", sur l'album Projections, était la première chanson originale que Katz ait enregistrée.
Après deux ans en tant que groupe house au Cafe Au Go Go et le dernier spectacle sous-marin de Murray the K au RKO 58th Street Theatre à New York, The Blues Project se sépare, jouant le Monterey Pop Festival comme leur dernier engagement majeur .

## Blood, Sweat & Tears
Après la disparition du Blues Project, Katz, Kooper, Bobby Colomby et Jim Fielder ont décidé de travailler sur un ensemble de musique - principalement des nouvelles chansons de Kooper - pour un concert bénéfice afin d'amasser des fonds pour envoyer Kooper à Londres où il voulait vivre. Rejoint par Fred Lipsius au sax alto, le concert a permis de récolter "assez d'argent pour un taxi pour l'aéroport". Il n'y avait pas d'autre choix que de créer un autre groupe. Influencé par The Electric Flag et un album de The Buckinghams intitulé Time and Charges, une section de cuivres a été utilisée avec des arrangements rock qui étaient une touche plus sophistiquée que la plupart que ce qui était utilisé dans le rock jusqu'à cette époque. Ainsi, Blood, Sweat & Tears a été formé, un contrat avec Columbia Records a été obtenu et l'album Child is Father to the Man est sorti. Enregistré et mixé en seulement deux semaines, l'album s'est vendu assez bien mais a été un succès critique. Katz a chanté une de ses chansons ("Megan's Gypsy Eyes") et "Morning Glory" de Tim Buckley.
Kooper a quitté Blood, Sweat & Tears après seulement six mois et alors qu'ils se réorganisaient, Katz a écrit des critiques de disques pour "Eye Magazine", une spin-off de Cosmopolitan. Faire en sorte que la maison de disques continue avec le groupe sans Kooper était difficile. Des auditions ont eu lieu et David Clayton-Thomas a été embauché comme chanteur. Leur prochain album s'est vendu à six millions d'exemplaires dans le monde et a favorisé trois top 10 singles. Katz a continué avec Blood, Sweat & Tears pendant cinq ans, période pendant laquelle le groupe a remporté trois Grammy Awards, a été élu meilleur groupe par le Playboy Jazz et Pop Poll deux années de suite et a remporté trois prix Down Beat majeurs. Il a écrit de nombreuses chansons au cours de son mandat avec le groupe.

## Producteur du disque, directeur de label, auteur
En 1972, Steve a rencontré le chanteur Lou Reed. Après l'échec commercial de son album Berlin, Steve a accepté de produire les 2 prochains disques de Reed, Sally Can't Dance et le live Rock 'n' Roll Animal. Après un certain nombre de productions au cours de cette période, dont Night lights d'Elliott Murphy, Katz est retourné jouer de la musique avec le groupe American Flyer avec Eric Kaz, Craig Fuller de Pure Prairie League et Doug Yule du Velvet Underground. Le premier de leurs deux albums a été produit par George Martin.
En 1977, Katz est devenu directeur de la côte Est d'A & R et plus tard vice-président de Mercury Records. Pendant les trois années qu'il a passées chez Mercury, il a produit le groupe irlandais Horslips et a passé beaucoup de temps en Irlande à produire trois albums pour le groupe. Horslips était à l'origine un groupe acoustique qui chantait en gaélique, et les membres du groupe ont sensibilisé Katz à la musique traditionnelle irlandaise. En 1987, Steve est devenu directeur général de Green Linnet Records, une maison de disques leader de la musique irlandaise traditionnelle en Amérique. Katz est resté à Green Linnet pendant cinq ans, période pendant laquelle il a épousé Alison Palmer, une céramiste. Ensemble, ils ont lancé une petite entreprise. 
Katz a écrit ses mémoires - Blood, Sweat et My Rock ‘n Roll Years: Is Steve Katz A Rock Star? publié par Lyons Press en 2015.
"Le guitariste légendaire Steve Katz est ou du moins était définitivement une rock star: un pionnier du genre blues-rock avec son groupe du début des années 1960, le Blues Project; un fondateur à la fin des années 1960 du grand groupe révolutionnaire et extrêmement populaire de jazz-rock Blood , Sweat & Tears; et le producteur de l'album Rock 'n' Roll Animal de Lou Reed qui s'est le plus vendu, (il fut sivi de Sally Can't Dance, le seul dans le top 10). raconte des histoires fascinantes dans un style perspicace, intelligent, parfois mélancolique et parfois drôle qui fait de cette biographie un des rares mémoires de rock à lire du début à la fin. Les faits saillants incluent ses premiers jours à tirer des leçons du génie de la guitare blues, le révérend Gary Davis dans le South Bronx; la naissance de Blood, Sweat & Tears malgré la relation litigieuse de Katz avec le cofondateur et collaborateur de Bob Dylan, Al Kooper (" Al n'a jamais aimé jouer de ma guitare et je n'ai jamais aimé sa voix "); le succès phénoménal avec le chanteur remplaçant pour Kooper chez BS&T, David Clayton-Thomas, et le deuxième album éponyme de BS&T avec des tubes tels que «Spinning Wheel»; et plus tard, "la transformation de David de chanteur de soul à chanteur de schmaltz." Katz révèle également que le son du public sur l'album live de Reed a été perdu, puis remplacé par le son de l'audience d'un live de John Denver, une histoire inestimable pour tous les fans ou détracteurs de Reed. - PUBLISHER’S WEEKLY Mai 2015.

## Sources
- (en) Steve Katz, Blood, Sweat, and My Rock-N-Roll Years: Is Steve Katz a Rock Star?, The Lyons Press, 2015 (ISBN 978-1493099993)

- (en) Michael Sangiacomo, « Blood, Sweat and Tears founder Steve Katz mixes story and songs in solo show », sur Cleveland.com, 18 mai 2015

- (en) Bruce Eder, « Steve Katz, biography », sur Allmusic

- (en) Mike Horyczun, « Steve Katz shares insights into his 'Blood, Sweat & Rock 'n' Roll Years' at Norwalk Public Library appearance », sur The Hour, 26 novembre 2015

- (en) Steven Rosen, « Musician Steve Katz Revisits A Career Of Blood, Sweat, Blues And Rock », sur The Huffington Post, 30 mai 2015

- http://www.countytimes.com/entertainment/blood-sweat-tears-founder-steve-katz-performs-in-kent/article_f6ea6df0-9f42-5555-b5db-15e8a6ec8230.html